# 薩爾弗斯普林斯 (伊利諾伊州)
薩爾弗斯普林斯（英語：Sulphur Springs）是位於美國伊利諾伊州拉薩爾縣的一個非建制地區。該地的面積和人口皆未知。

## 地理
薩爾弗斯普林斯的座標為41°25′09″N 88°46′27″W / 41.41917°N 88.77417°W，而該地的平均海拔高度為157米（即515英尺）。